# Lovac na bilje
Lovac na bilje je hrvatski dokumentarno-avanturistički televizijski serijal o prirodnim hrvatskim bogatstvima. U serijalu, voditelj Anton Rudan traži i otkriva samoniklo, autohtono i alohtono bilje na zanimljivim lokacijama diljem Hrvatske. Redatelj serijala je Filip Filković Philatz, poznatiji kao autor nagrađivanih glazbenih spotova i kratkih filmova.

## Radnja
U Lovcu na bilje, voditelj Anton Rudan traga za različitim biljem na najljepšim, nedirnutim i zaštićenim lokacijama u Hrvatskoj. Kroz 12 epizoda prve sezone, Lovac na bilje praktično i snalažljivo istražuje te opisuje bilje na raznolikim, interesantnim lokacijama koje su prikazane vizualno atraktivno i s puno korisnih informacija za ljubitelje prirode. Uz traženje bilja, istraživanje lokaliteta i upoznavanja zanimljivih, nerijetko stručnih mještana, voditelj gledatelje uči i vještinama koje nisu toliko poznate i zastupljene.

## Epizode - Sezona 1.
| Epizoda | Datum emitiranja   | Ime epizode    |
| ------- | ------------------ | -------------- |
| 1       | 9. siječnja 2016.  | Kamenjak       |
| 2       | 16. siječnja 2016. | Brijuni        |
| 3       | 23. siječnja 2016. | Učka           |
| 4       | 30. siječnja 2016. | Grobničke alpe |
| 5       | 6. veljače 2016.   | Mrežnica       |
| 6       | 13. veljače 2016.  | Klek           |
| 7       | 20. veljače 2016.  | Banovina       |
| 8       | 27. veljače 2016.  | Žumberak       |
| 9       | 5. ožujka 2016.    | Cres           |
| 10      | 12. ožujka 2016.   | Lošinj         |
| 11      | 19. ožujka 2016.   | Fužine         |
| 12      | 26. ožujka 2016.   | Mrkopalj       |

## Epizode - Sezona 2.
| Epizoda | Datum emitiranja   | Ime epizode |
| ------- | ------------------ | ----------- |
| 1       | 29. listopad 2016. | Medvednica  |
| 2       | 5. studeni 2016.   | Ivanšćica   |
| 3       | 12. studeni 2016.  | Lika        |
| 4       | 19. studeni 2016.  | Papuk       |
| 5       | 26. studeni 2016.  | Drava       |
| 6       | 3. prosinac 2016.  | Promina     |
| 7       | 10. prosinac 2016. | Krka        |
| 8       | 17. prosinac 2016. | Neretva     |
| 9       | 7. siječnja 2017.  | Peljesac    |
| 10      | 14. siječnja 2017. | Mljet       |
| 11      | 21. siječnja 2017. | Pag         |
| 12      | 28. siječnja 2017. | Rab         |

## Epizode - Sezona 3.
| Epizoda | Datum emitiranja | Ime epizode          |
| ------- | ---------------- | -------------------- |
| 1       | 2021.            | Kalnik               |
| 2       | 2021.            | Međimurska jezera    |
| 3       | 2021.            | Đurđevački Pjesci    |
| 4       | 2021.            | Psunj                |
| 5       | 2021.            | Poštak               |
| 6       | 2021.            | Turopoljski lug      |
| 7       | 2021.            | Rijeka Cetina        |
| 8       | 2021.            | Dinara               |
| 9       | 2021.            | Park Prirode Biokovo |
| 10      | 2021.            | Rijeka Lika          |
| 11      | 2021.            | NP Risnjak           |
| 12      | 2021.            | Korana               |
| 13      | 2021.            | Srednji Velebit      |
| 14      | 2021.            | Sjeverni Velebit     |
| 15      | 2021.            | NP Paklenica         |
| 16      | 2021.            | Begovo Razdolje      |
| 17      | 2021.            | Trasa Parenzana      |
| 18      | 2021.            | Rijeka Mirna         |

## Produkcija
Ime Antona Rudana postalo je sinonim za stručnjaka za zdrav život i preživljavanje u prirodi. Pod pseudonimom Šumski Kuhar, Rudan je poznat po zanimljivim kulinarskim serijalima koje su se u mogli vidjeti u obliku kratkih priloga u emisiji HRT-a Dobro jutro, Hrvatska. Kasnije, u produkcijski poboljšanom izdanju, novije verzije serijala pod imenom Šumski Kuhar: Hrana iz divljine emitirao je i na portalu Telegram.hr. Upravo je na produkciji spomenutog 2014. godine, Rudan upoznao redatelja i autora Filipa Filkovića Philtza s kojim je u suradnji razvio taj, a kasnije i serijal za HRT Lovac na bilje.
Projekt je odobren 2015., redatelj serijala je Filip Filković Philatz, čije se ime posljednjih desetak godina veže uz režiranje i autorstvo niza uspješnih i nagrađivanih glazbenih video spotova za glazbenike poput Gibonni, Vatra, Damir Urban, The Frajle, Edo Maajka i mnoge druge. Filković je serijal Lovac na bilje zamislio kao avanturističko, gotovo spiritualno iskustvo koje ima glavnu intenciju pobuditi znatiželju kod gledatelja i potaknuti ga na istraživanje prirode kojom je okružen, a koju u većini slučajeva kao takvu ne doživljava.
Direktor fotografije je Tomislav Krnić koji je zaslužan za cjeloviti izgled slike i ljepotu prikaza fotografije. Produkciju Lovca na bilje potpisuje Antitalent, izvršna producentica je Tea Matanović, montažer Marko Šuvak Martinović, pilot drona za zračne snimke je Saša Tufegdžić, cjelokupni soundtrack Lovca na bilje potpisuju Tomislav Šušak iz benda Vatra te Stjepan Tribuson iz bendova Rochelle, Rochelle i Gonzo.

## Vanjske poveznice
- Lovac na bilje u internetskoj bazi filmova IMDb-a
- Facebook Lovac na bilje
- Facebook Redatelj: Filip Filković Philatz
- Hrvatska radiotelevizija Službeni trailer serijala